# Tanbidi
Tanbidi – miejscowość w Egipcie, w muhafazie Al-Minja, w dystrykcie Maghagha. W 2006 roku liczyła 19 558 mieszkańców.